# Station Flaçà
Station Flaçà is een spoorwegstation in Flaçà in de Spaanse regio Catalonië.

## Geschiedenis
Het station werd op 28 oktober 1877 geopend toen de Compañía de los ferrocarriles de Tarragona a Barcelona y Francia (TBF) het deeltraject tussen Girona en Figueres in gebruik nam. De lijn was bedoeld om Barcelona met de Franse grens te verbinden en in 1878 kwam de hele lijn, met een spoorwijdte van 1672 mm, tussen Barcelona en de grensovergang Port Bou/Cerbère gereed. In 1889 fuseerde TBF in met de machtige spoorwegmaatschappij MZA. Deze fusie bleef bestaan tot 1941, het jaar waarin het spoorwegnet in Spanje werd genationaliseerd. Daarbij verdwenen alle bestaande particuliere spoorwegmaatschappijen en werd Renfe opgericht.
In 1952 werden Spanje en Portugal het eens over de Iberische spoorwijdte van 1668 mm die vervolgens werd doorgevoerd op het hoofdnet. De lijn heeft dubbelspoor dat in 1971 onder de draad gebracht met 3 kV gelijkspanning. Sinds 31 december 2004 wordt de lijn geëxploiteerd door Renfe, terwijl ADIF eigenaar is van alle spoorweginfrastructuur. Omdat de bouw van het ondergrondse normaalspoor traject in Girona vertraging opliep werd in de zomer van 2010 het oostelijke spoor omgebouwd tot drierailig spoor zodat goederentreinen met normaalspoor materieel tussen Frankrijk en de haven van Barcelona zonder overslag konden doorrijden. Op 8 januari 2013 werd het ondergrondse traject in Girona geopend en sindsdien rijden de goederentreinen tussen Figueres-Vilafant en Girona-goederen niet meer langs Flaçà.

## Ligging en inrichting
Het station ligt bij kilometerpaal 46 aan het deeltraject Maçanet-Massanes – Port Bou/Cerbère van de spoorlijn Barcelona – Cerbère op 39,9 meter boven zeeniveau. Het station ligt in een ruime bocht in de noordoosthoek van het gelijknamige dorp. Het stationsgebouw aan de zuidoostrand van het emplacement verving het oorspronkelijke gebouw van TBF, de loods met goederenperron aan de andere kant van het emplacement staat op de monumentenlijst. Het emplacement heeft in totaal zes sporen waarvan er drie langs een perron liggen. Het drierailig spoor ligt langs het perron bij het stationsgebouw, de twee andere perronsporen liggen aan weerszijden van het eilandperron dat via een reizigerstunnel met het stationsgebouw verbonden is. Aan de zuidwestkant kruist het spoor richting Girona de weg met een overweg.

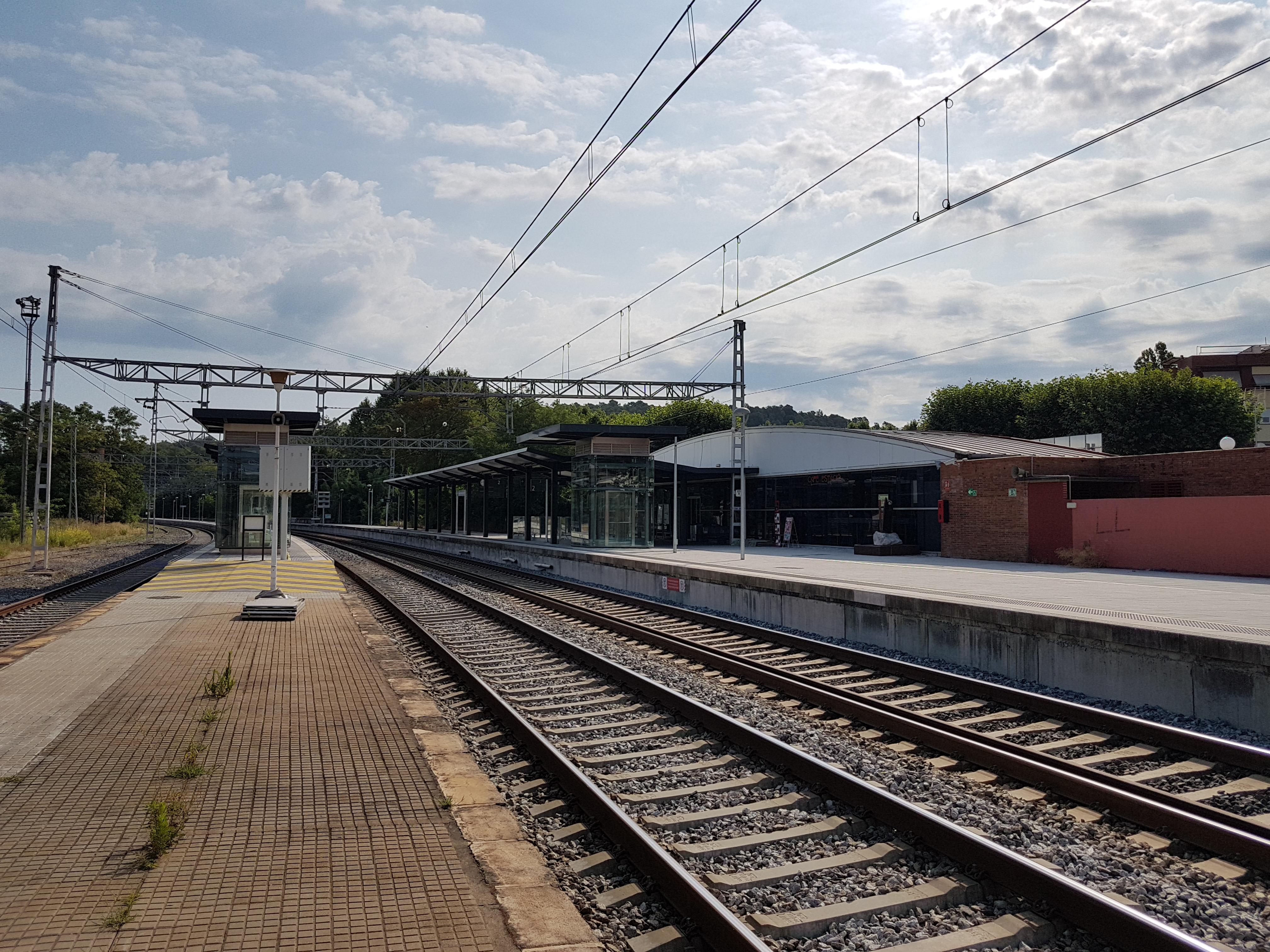
Sporen en perrons
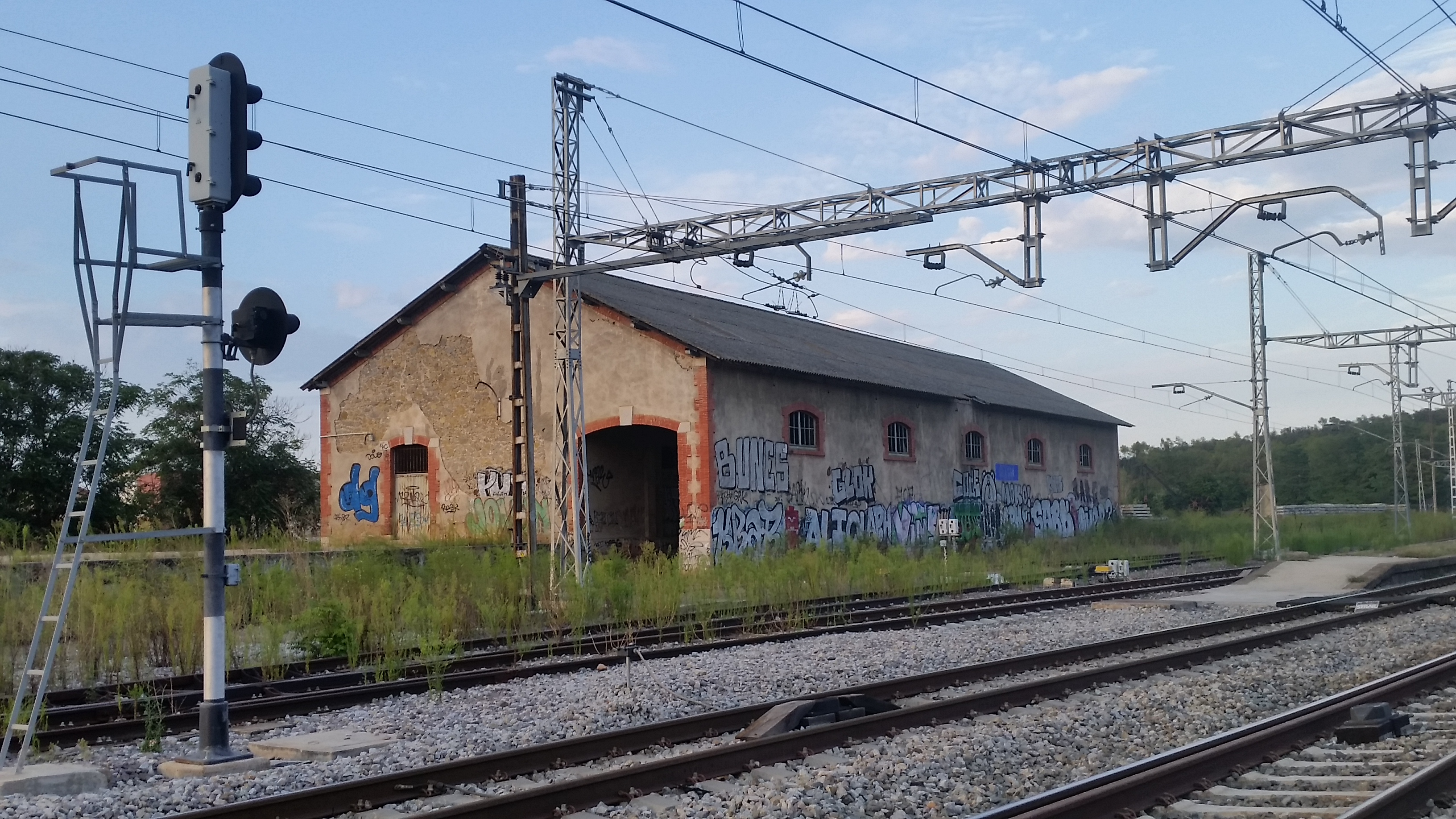
De loods met goederenperron